# Codification du matériel roulant des Ferrovie dello Stato
Depuis sa création le 1er juillet 1905, à la suite de la nationalisation de tous les chemins de fer italiens, les FS - Ferrovie dello Stato (chemins de fer italiens) - ont établi une norme stricte de codification des matériels roulants permettant ainsi d'identifier rapidement les locomotives, wagons et voitures de voyageurs en service sur leur réseau.

## Codification générale

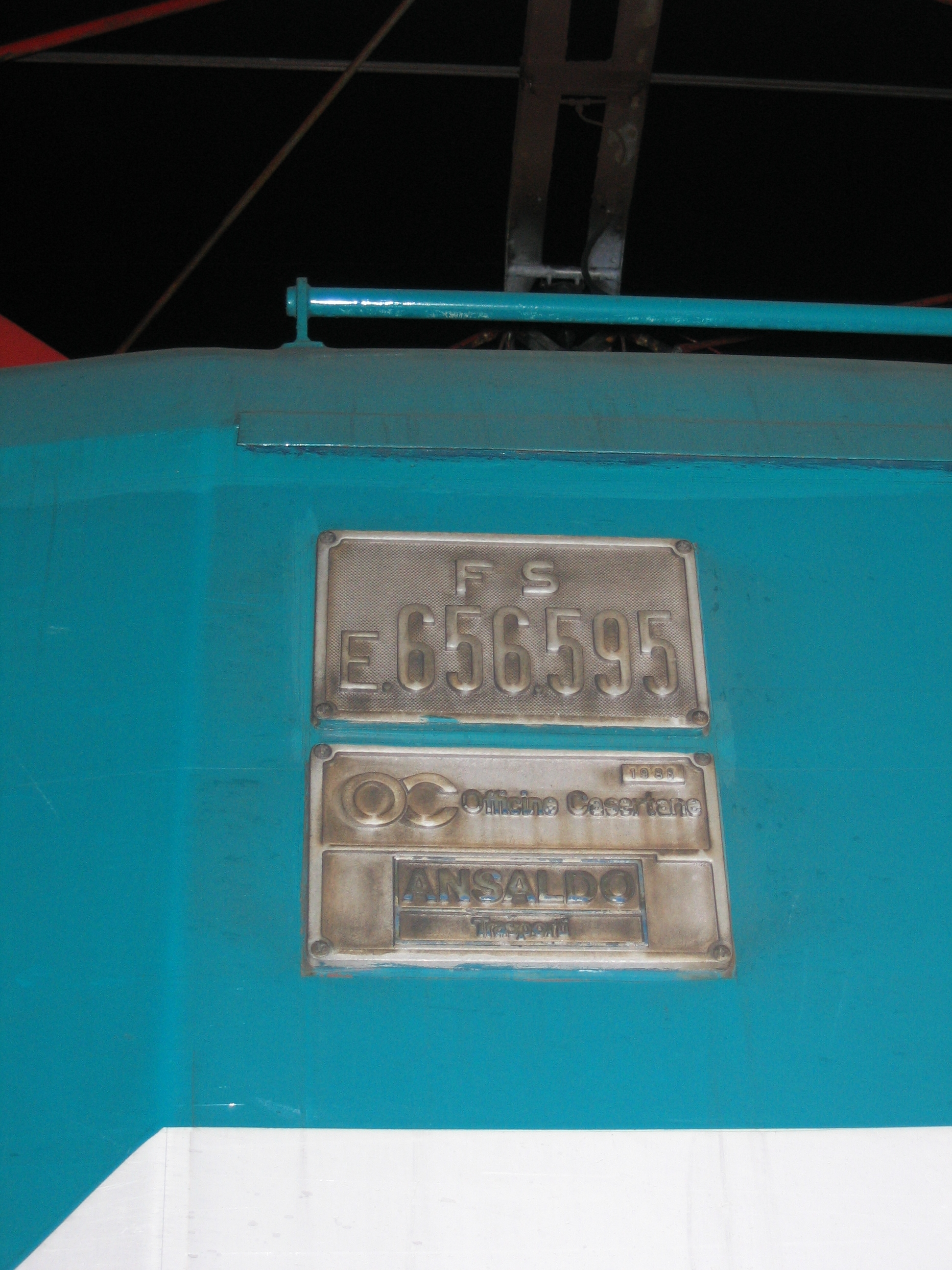
La plaque d'identification de la locomotive FS E.656-595

Les motrices sont répartis sur trois niveaux :
- Classe: indique le type d'alimentation,
- Type: indique les caractéristiques essentielles de la structure, principalement la répartition des bogies (classification UIC actuelle)
- Groupe: indique le modèle type de la locomotive.

À ces éléments s'ajoute la Série, qui réunit les exemplaires d'un même groupe et sous ensembles par constructeur, ou résultant de plusieurs séries, périodes de construction, avec des caractéristiques qui peuvent évoluer, etc. Cette codification qui remonte au XIXe siècle, dérive des usages en vigueur dans quasiment tous les pays européens.
Exemple de la locomotive FS E.326 :
- Classe : locomotive électrique fonctionnant sous courant continu (3 kV CC standard italien),
- Type : Type 3(/7), le cifre indique le nombre d'essieux moteurs/essieux totaux, (ancienne formule d'identification des boggies plus appliquée)
- Groupe : E.326

À la suite de ces caractères, figure le numéro d'ordre de construction. Il n'est pas obligatoire que ces numéros soient systématiquement progressifs, même si c'est très souvent le cas. Certains numéros d'ordre peuvent être regroupés par centaines en fonction du nombre de constructeurs sélectionnés pour la production de la série du modèle ou des différentes séries fabriquées.

## Numéro du groupe
Le numéro du groupe, dans le passé, donnait des indications sur les prestations et la structure du modèle. Cette corrélation est devenue trop difficile avec la multiplication des modèles après 1950.

### Locomotives en triphasé
Le choix du numéro de groupe découlait de l'indication de certaines prestations typiques du modèle.
Le premier chiffre indiquait le nombre d'essieux moteurs, le second pouvait être 3 ou 5 : 3 pour les motrices des trains de voyageurs et 5 pour les convois de marchandises. Le troisième était un numéro pour distinguer les modèles similaires mais de groupes différents. Par exemple, la E.333 était le 3e modèle produit dans le temps, de locomotives à 3 essieux pour des trains de voyageurs.

### Locomotives électriques courant continu
Ce type de matériel représente plus de 95 % du total employé par les FS depuis leur création.
Pour ces locomotives, le choix de la numérotation est légèrement différent. Le premier chiffre indique toujours le nombre d'essieux moteurs. L'ordre progressif, qui sert à reconnaitre l'unité des groupes disposant de la même structure, est attribué par le second chiffre qui, historiquement démarre par le 2 au lieu du 1. La raison de cette exception est étrange, et deux théories s'affrontent : 
- cela pourrait être dû au fait qu'à l'origine ce chiffre aurait dû indiquer le nombre de boggies, et qui pour la première génération de locomotives était systématiquement « 2 ». Ensuite, devant utiliser tous les numéros disponibles, les FS ont décidé de changer celui qui avait le moins d'importance, le chiffre du milieu.
- une autre hypothèse voudrait que le chiffre central aurait dû indiquer le type d'alimentation. Le 2 aurait désigné le courant continu. Devant utiliser tous les chiffres, il fut décidé de supprimer ce chiffre, le courant continu 3 kV étant devenu le standard du réseau en Italie.

Le troisième chiffre indiquait le nombre de moteurs installés.
Exemple avec les locomotives FS E.636, qui définit une locomotive électrique avec six essieux moteurs (premier chiffre), six moteurs de traction (troisième chiffre). Le chiffre central (3) indique qu'il s'agit du second groupe construit de cette série, le premier groupe était représenté par les locomotives FS E.626.
Dans certains cas particuliers, le chiffre correspondant au nombre de moteurs pouvait varier selon que la locomotive était spécifiquement construite et destinée aux convois de marchandises ou aux trains de voyageurs, le chiffre était alors toujours impair. Exemple avec les locomotives FS E.632/FS E.633 ou les locomotives FS E.646/FS E.645.
Cette numérotation ne peut plus être appliquée strictement de nos jours avec la multiplication des modèles, des séries et des types. Par exemple, les locomotives récentes FS E.412 sont équipées de quatre moteurs et non pas deux comme on pourrait simplement le croire. La codification générale reste encore valable pour les locomotives fonctionnant en courant continu mais n'est pas vérifiable pour celles qui sont conçues pour les lignes 25 kV avec moteurs asynchrones triphasé des groupes récents : FS E.402, FS E.404, FS E.405 ou FS E.412.

### Les surnoms
À partir de 1970, on commença à donner des surnoms officiels aux différents groupes ou à quelques unités particulières. Cette pratique sera très prisée des passionnés et des machinistes mais sera rapidement abandonnée. 
Les locomotives avec des surnoms officiels sont :
- FS E.444 Tartaruga - (Tortue)
- FS E.656 Caimano - Caïman)
- FS E.632/633/652 : Tigre.
- FS E.636.080 Verona
- FS E.636.284 Camilla, du prénom de la fiancée d'un technicien qui travailla à sa réparation après un terrible accident (voir FS E.636)

Les FS E.428.226 "Navetta" auraient dû être baptisées "Pirata", mais ce surnom ne sera jamais officialisé.

## Locomotives

### À vapeur
La première locomotive italienne à vapeur mise en service sur la ligne Naples-Portici, garda l'usage répandu dans tous les pays de porter le nom de son inventeur, de son constructeur ou un nom de fantaisie. Ce fut le cas avec Vesuvio du nom du volcan où elle devait effectuer son service. 
Au XIXe siècle, l'habitude d'appeler les locomotives par le nom du constructeur trouva rapidement ses limites avec le nombre croissant de modèles construits par ce même constructeur. Il fallut rapidement ajouter l'année de fabrication. Ce n'est qu'au milieu du siècle que l'on compléta l'identification avec un numéro d'ordre.
Au début, les locomotives à vapeur comportaient un numéro à 5 chiffres, dont les trois premiers pour la référence du groupe et les deux autres le numéro d'ordre. Par exemple, la locomotive "68501" était l'exemplaire numéro 1 des locomotives Gruppo 685.
Après la création des FS-Ferrovie dello Stato en 1905, les locomotives subirent un changement de codification. La désignation à 5 chiffres sera remplacée le 6 juin 1917 par une identification à six chiffres. L'ancienne "68501" est alors devenue FS 685.001.
Toutes les locomotives furent identifiées avec une inscription en blanc sur fond rouge à l'avant, et avec des caractères en bronze sur les flancs.

### Locomotives Diesel et électriques
Avec l'apparition des locomotives électriques, les FS décidèrent de codifier ces matériels d'une manière plus complète. 
À partir de 1919 les locomotives électriques ont toutes reçu un "E" comme identifiant et un "D" pour les diesel qui devait précéder ne numéro de la série séparé par un point. Un marquage correct pour la première locomotive électrique de la série FS E.464 est donc "E.464.001".
Pour les motrices diesel, il fallait distinguer la puissance installée ; sous les 200 CV (147 kW) elles sont appelées "automotrices", au-delà de 200 CV "locomotives".

### L'usage courant
On peut déplorer que dans l'usage courant actuel, notamment sur certains documents techniques, les appellations ne respectent pas toujours très strictement la codification imposée. Il n'est pas rare de voir écrit sur les cahiers des charges et autres notices techniques les références du matériel avec des variantes comme par exemple pour la "E.464.001" on pourrait lire :
- "E464", sans le point de séparation, cette forme a été vue sur les cahiers des charges techniques de consultation pour la construction du modèle, émis par les services techniques des FS,
- "E 464", avec un espace et sans le point. Ce type de désignation du matériel apparaît sur le site site officiel des FS destiné au grand public.
- "E464", avec le E en petit caractère et sans le point de séparation figure sur les locomotives en livrée blanc-vert.

Depuis le 1er janvier 2000, Trenitalia, nouvelle dénomination commerciale des FS, a statué que seul ferait foi le numéro indiqué sur la plaque d'identification en bronze, sur les flancs des locomotives. Toutes les autres indications pouvant ne pas respecter strictement la norme établie pour des raisons quelconques.

## Rames automotrices
Les rames automotrices possèdent une identification propre.
C'est l'Italie qui, la première au monde, a inventé les rames automotrices baptisées "Littorina" dont Fiat Ferroviaria a été le précurseur et le principal constructeur dès 1929. 
La codification de ces rames est composée des lettres AL pour Automotrice Légère, écrites en majuscules, suivies d'une troisième lettre en minuscule qui dépend du type d'alimentation. On peut trouver :
- n = nafta - diesel,
- b = benzina - essence,
- g = gas/gasogeno - gaz ou gazogène,
- e = elettricità - électricité,
- v = vapore - vapeur.

Pour les véhicules remorqués sans moteur, les lettres AL sont remplacées par la seule lettre L.
Si la rame comporte un compartiment bagages bien identifié, la lettre D est ajoutée entre AL (ou L) et la lettre minuscule qui suit. De la même manière, la lettre U indique la présence d'un compartiment postal, la lettre  T indique la présence d'une impériale et la lettre H un compartiment réfrigéré (chambre froide ou congélateur) pour le transport de denrées périssables.
Pour certaines lignes en concession ou privées à écartement réduit, les rames comportaient la lettre R devant leur identification.
À l'origine, la codification comprenait un premier groupe de deux ou trois chiffres qui indiquait le nombre de places assises. Si le premier chiffre était doublé, cela indiquait que la rame était conçue avec des commandes multiples, pour être accouplée avec d'autres éléments du même type et n'avoir qu'un seul poste de pilotage.
Le second numéro (3 chiffres, sauf pour les moteurs diesel où il y avait un code à quatre chiffres) identifiait le constructeur de la rame :
- 1 = Fiat Ferroviaria
- 2 = Breda C.F.
- 3 = OM
- 4 = Ansaldo
- 5 = Reggiane
- 6 = autres

Le numéro d'ordre progressif complétait la référence.
Exemples :
1. FS ALb 48/64, suivi de seulement trois chiffres progressifs, en partant de 100, correspond aux premières rames automotrices monomoteur à cabine double (et doubles commandes) mises en service par les FS. Ces rames ne pouvaient être accouplées en multiple, chaque mécanicien devait piloter sa rame et le premier communiquait à ses collègues à l'arrière, les phases d'embrayage de départ. Seuls les freins pneumatiques étaient tous commandés par la première rame. La série suivante ALb 80 avec les mêmes caractéristiques, mais avec deux moteurs les propulsaient à la vitesse record de 130 km/h et plus. Ces rames fonctionnaient à l'essence et seront converties au gaz méthane en 1941.
2. FS ALn 56 seront motorisées à l'essence puis en diesel par leurs deux principaux constructeurs Fiat Ferroviaria et Breda C.F.. Elles n'étaient encore pas accouplables en multiple comme les ALb 48/64. Ces séries se montreront fiables robustes et très sûres au point d'inciter les FS à développer ce type de matériel qui sera largement exporté.
3. FS ALn 556.1268 : identifiait une rame avec 56 places assises avec commandes multiples (premier chiffre doublé) construite par Fiat Ferroviaria (1, premier chiffre du second pavé numérique) et numéro d'ordre 268.
4. FS ALn 448.2008 identifiait une rame de 48 places assises avec commandes multiples, construite par Breda dont le numéro d'ordre est 008.
5. RALn60 identifie une rame à écartement réduit (950 mm) avec moteur diesel, de 60 places assises, non accouplable en multiple.

Pour les rames FS ALn 668, le chiffre 3 de la série 3000, 3100 et 3300 ne fera plus référence au constructeur qui sera toujours Fiat Ferroviaria, concepteur et seul constructeur.

## Rames électriques - Elettrotreni
Les rames électriques pour les grandes vitesses sont référencées depuis 1930 par les lettres ETR, acronyme de Elettro Treno Rapido. Le premier train à grande vitesse italien, l'ETR 200 a été mis en service en 1936 alors que tous les trains en Europe roulaient encore à la vapeur.
Le numéro de groupe est composé de trois chiffres dont le premier est un numéro d'ordre progressif indiquant la génération du matériel, le second indique l'ordre progressif au sein de cette génération et le troisième, la version au sein de cette famille.
Par exemple, les Fiat Pendolino ETR 485 fait partie du 4e groupe, 4xx Pendolino, et à la troisième génération (dans ce cas reconnaissable par les chiffres compris entre 6 et 8), mais indique aussi une version modifiée (le chiffre 5 à la place du 0). Les ETR 485 sont des ETR 480 modifiés pour une utilisation tricourant.